# Huerta de Murcia
La Huerta de Murcia è una delle 12 comarche della Regione di Murcia. Conta 509179 abitanti (2010) ed ha come capoluogo la città di Murcia.
La huerta - letteralmente 'orto' o 'frutteto' - di Murcia è la valle all'interno della quale scorre il fiume Segura. Il terreno, estremamente fertile, era coltivato già dai romani anche se furono i musulmani, attraverso importanti opere di bonifica, che crearono un sistema di irrigazione e di drenaggio molto efficace.
Con la Reconquista si ebbe poi un considerevole sviluppo con l'introduzione dell'arancio e del gelso e della conseguente nascita dell'industria della seta.
A partire dagli anni ottanta del XX secolo, la Huerta di Murcia ha affrontato un significativo declino della produzione agricola. Tra le cause principali c'è la continua espansione urbana della città di Murcia (la cui popolazione è passata dai 288000 abitanti del 1981 agli attuali 438000) e che ha trasformato molti terreni un tempo coltivati in nuovi edifici ed infrastrutture.
La comarca è attraversata dalla superstrada A-7 (Autovía del Mediterráneo) Barcellona-Algeciras, dalla A-30 (Autovía de Murcia) Albacete-Murcia-Cartagena e da numerose superstrade regionali che collegano la capitale con altri centri regionali. La stazione ferroviaria di Murcia del Carmen offre collegamenti quotidiani verso Madrid, Barcellona, Valencia oltre che verso numerose altre località.

## Comuni
|              |          |  | \| Comune \| Abitanti \| \| ------------ \| -------- \| \| Murcia \| 441345 \| \| Alcantarilla \| 41326 \| \| Santomera \| 15481 \| \| Beniel \| 11027 \| |
| Comune       | Abitanti |  | |
| Murcia       | 441345   |  | |
| Alcantarilla | 41326    |  | |
| Santomera    | 15481    |  | |
| Beniel       | 11027    |  | |